# Melasmetus femoralis
Melasmetus femoralis là một loài bọ cánh cứng trong họ Cerambycidae.